# Diaphone elegans
Diaphone elegans är en fjärilsart som beskrevs av Fabricius 1787. Diaphone elegans ingår i släktet Diaphone och familjen nattflyn. Inga underarter finns listade i Catalogue of Life.